# Gesprächsforum „Im Heute glauben“
Das Gesprächsforum „Im Heute glauben“ war ein Diskussionsforum zur Zukunft der katholischen Kirche in Deutschland von 2010 bis 2015 ausgelöst durch den Missbrauchsskandal in der katholischen Kirche im Jahr 2010, initiiert durch Erzbischof Robert Zollitsch, damaliger Vorsitzender der Deutschen Bischofskonferenz. An dem Gesprächsforum nahmen Bischöfe und Kardinäle, Laien (z. B. Mitglieder des Zentralkomitees der deutschen Katholiken), katholische Hochschulprofessoren, Vertreter der Berufsgruppen (z. B. pastorale Mitarbeiter), Vertreter der Militärseelsorger und Vertreter katholischer Verbände (z. B. Bund der Deutschen Katholischen Jugend) teil.

## Geschichte
Im Januar 2010 fasste die Deutsche Bischofskonferenz im Ständigen Rat den Beschluss, vor dem Jubiläum des 50-jährigen Abschlusses des Zweiten Vatikanischen Konzils eine Standortbestimmung der katholischen Kirche in Deutschland vorzunehmen. Auslöser des Prozesses war der Missbrauchsskandal in der katholischen Kirche im Jahr 2010. Am 20. September 2010 initiierte Erzbischof Robert Zollitsch, Vorsitzender der Deutschen Bischofskonferenz (DBK) in seinem Impulsreferat zur Herbst-Vollversammlung der Deutschen Bischofskonferenz den Prozess. Der bischöflichen Steuerungsgruppe für den Gesprächsprozess der Deutschen Bischofskonferenz gehörten neben Zollitsch die Bischöfe Franz-Josef Overbeck und Franz-Josef Bode sowie Kardinal Reinhard Marx an.

## Nachhaltigkeit
Die bundesweiten Dialogtreffen sollten auch in die 27 deutschen Diözesen weitergetragen werden. Die Ortsbischöfe und die Laien-Räte (z. B. Katholikenräte, Diözesansynodalräte etc.) sollten vor Ort miteinander ins Gespräch kommen. Initiativen dieser Art gab es in den Diözesen Aachen, Bamberg, Berlin, Dresden-Meißen, Essen, Freiburg, Fulda, Hamburg, Hildesheim, Köln, Limburg, Magdeburg, Mainz, München und Freising, Münster, Osnabrück, Paderborn, Passau, Regensburg, Rottenburg-Stuttgart, Speyer, Trier, Würzburg und beim Katholikenrat beim Katholischen Militärbischof für die Deutsche Bundeswehr.

## Treffen

### Mannheim 2011
Auf Einladung der deutschen Bischöfe diskutierten insgesamt rund 300 Teilnehmer über Perspektiven für die Kirche von Morgen. Es handelte sich um das größte Gespräch dieser Art seit der Würzburger Synode (1972–1975). Am Treffen in Mannheim nahmen 25 Bischöfe, Erzbischöfe und Kardinäle teil.
Ziel der Auftaktveranstaltung „Im Heute glauben: Wo stehen wir?“ war eine Standortbestimmung der Kirche in Deutschland: Es ging um die Vergewisserung der Glaubensquellen, um das gemeinsame Gespräch über den Glauben und den Auftrag der Kirche und darum, die gemeinsame Verantwortung für die Kirche bewusst zu machen. In Kleingruppen wurden Themen gesammelt, die die Katholiken an ihrer Kirche in den Mittelpunkt ihrer Arbeit stellen wollen. Themen waren z. B., Stärken und Schwächen der Kirche zu benennen, Möglichkeiten der Weitergabe von Glaubensinhalten aufzuzeigen und zu erörtern, wo es einen Bedarf an Reformen gibt. Abschließend erarbeiteten die Teilnehmer „Zukunftsbilder der Kirche von Morgen“. Hierbei ergaben sich drei Themenfelder: „Gemeinsame Verantwortung aller Getauften in der Kirche“, „Barmherziger Umgang mit gebrochenen Biografien“ und „Kommunikationsfähigkeit der Kirche“.

### Hannover 2012
Das zweite Treffen (14. und 15. September 2012) stand unter dem Leitwort „Die Zivilisation der Liebe – unsere Verantwortung in der freien Gesellschaft“. Die „diakonia“ stand im Mittelpunkt der Diskussionsrunden: Das Diakonat der Frau, die Rolle der Frau in der katholischen Kirche, der Umgang mit wiederverheirateten Geschiedenen, kirchliches Arbeitsrecht, Lebensschutz, aber auch die Hoffnung, den donum-vitae-Konflikt aufzuarbeiten, wurden diskutiert. Bischof Stephan Ackermann machte in seinem Statement für die Bischöfe abschließend deutlich, dass die Themen auf dem bischöflichen Arbeitsprogramm stünden. Bischof Franz-Josef Overbeck forderte, die katholische Kirche müsse ein weibliches Gesicht erhalten – Frauen sollten in Leitungsfunktionen aufrücken. Das Priesteramt aber solle eine männliche Domäne bleiben.

### Stuttgart 2013
In Stuttgart trafen sich wiederum rund 300 Teilnehmer vom 13. bis 14. September 2013 unter dem Leitwort „Dem Heiligen begegnen – heute Gott verehren“ und stellten damit den liturgischen Aspekt in den Mittelpunkt. In Stuttgart wurde aus verschiedenen Perspektiven heraus diskutiert, vor welchen Herausforderungen die Kirche in ihren wesentlichen Selbstvollzügen steht und welcher Bezug dabei zu den richtungsweisenden Aussagen des Zweiten Vatikanischen Konzils besteht.

### Magdeburg 2014
Das Magdeburger Treffen (12./13. September 2014) stand unter dem Motto „Martyria: Den Glauben bezeugen in der Welt von heute“. Vor allem einem Aufruf von Kardinal Reinhard Marx, mutig und ermutigt den Weg der Kirche zu gehen, brachte zum Ausdruck, dass die Bischöfe und die rund 300 Laien den Weg des Dialogs fortschreiten wollen. Der Gesprächsprozess sei die Suche nach einem neuen Miteinander und das Finden der Themen, die in der Kirche offen und angstfrei angesprochen werden müssten.

### Würzburg 2015
Das Wort von Papst Benedikt XVI. „Wer glaubt, ist nie allein“ stand im Mittelpunkt des letzten Treffens der Reihe in Würzburg vom 11. bis 12. September 2015. Hier lag der Schwerpunkt auf dem Rückblick der vergangenen Jahre des Gesprächsprozesses und dem Ausblick für eine Botschaft der deutschen Bischöfe als Konsequenz aus dem Gesprächsprozess.

### Fortführung des Prozesses
Im Nachgang von Würzburg wurde die weitere Arbeit hauptsächlich zwischen dem Zentralkomitee der Deutschen Katholiken und dem Rat der Bischöfe durchgeführt. Vor allem die Verfolgung des im Dialogprozess immer wieder genannten Themas „wiederverheirateter Geschiedener“ wurde vorangetrieben. Erzbischof Zollitsch erlaubte den Kommuniongang für wiederverheiratete Geschiedene für sein Bistum Freiburg gegen den Protest Konservativer. In den Folgejahren schlossen sich weitere Bistümer an. Seit dem Pontifikat Papst Franziskus’ wird das Thema auch offen in Rom diskutiert.

## Kritik
Dirk Tänzler, Vorsitzender des Bundes der Deutschen Katholischen Jugend, bemängelte die Unterrepräsentanz junger Menschen.